# Brights (рух)
Brights — суспільний рух прихильників натуралістичного світогляду, вільного від надприродних, паранормальних і містичних елементів. Заснований у 2003 році Полом Гейсертом і Мінгоєм Фатрелом.

## Цілі
Рух прагне створити інтернет-співтовариство для досягнення наступних цілей:
- Сприяти розумінню і адекватному справедливому сприйняттю громадськістю «натуралістичного світогляду», вільного від містицизму і елементів надприродного.
- Отримати суспільне визнання того, що особи з таким світоглядом можуть вести принципову діяльність, роблячи значний вклад суспільно-політичні сфери життя.
- Навчити суспільства приймати осіб із таким світоглядом як рівноправних громадян.

Виникнення руху обумовлено тим, що згідно з соціологічними дослідженнями в США прихильники атеїстичних поглядів сприймаються упереджено, стереотипно і користуються недостатньою довірою :
 У ході опитування громадської думки, проведеного в 1999 році групою Gallup, американцям задавали питання, чи проголосують вони за цілком гідного кандидата, якщо цей кандидат — жінка (ствердно відповіли 95%), католик (94%), єврей (92%), чорношкірий (92%), мормон (79%), гомосексуал (79%) або атеїст (49%).

## Історія
Пол Гейсерт був вчителем біології в Чикаго в 1960-х, професором в 1970-х, підприємцем і письменником у 1980-х і співрозробником навчальних матеріалів та вебсайту для занять із релігії в державних школах в 1990-х.
Під час прийняття рішення про участь у «Марші безбожних Американців на Вашингтон» у 2002 році, Полу не сподобалося визначення «безбожний». Він вирішив позбавити атеїзм від негативних асоціацій «безбожництва» і придумати іншу, більш позитивну назва для «спільноти здорового глузду». За аналогією зі словом «гей» (англ. gay — веселий, безтурботний), яке стало синонімом слова «гомосексуал», прибравши з нього негативну конотацію. Так з'явилася на світ назву «брайт» (англ. bright — яскравий; розумний, кмітливий).
Працюючи з Мінгою Фатреллом, засновники руху Brights хотіли підключити і активізувати якомога більше не релігійних людей, що не беруть участь у вже наявних філософських організаціях. Для досягнення цієї мети вони створили не тільки визначення «Bright», але й ідею громадянського виборчого округу, який існував і функціонував би через Інтернет.
Випробувавши цю ідею в перші місяці 2003 року, 4 червня 2003 вони запустили сайт Brights' Net (Мережа Brights). Первинну увагу руху забезпечили статті в Гардіан, Вайред і Нью-Йорк Таймс. Через рік число зареєстрованих членів Brights перевищувало десять тисяч у 85 країнах.
Рух продовжував рости і прискорено набирати нових членів, у тому числі й завдяки дискусіям навколо «нового атеїзму» в засобах масової інформації, викликаним серією книг, що вийшла в кінці 2006 року: «Бог як ілюзія», «Порушення заклинань: релігія як природне явище», «Бог не любов», «Кінець віри» і «Лист до християнської нації». До січня 2010 року зареєстровано більше 50 000 членів Brights із 186 країн.

## Мережа
Сайт «Мережа Brights» є комунікаційним і координаційним центром руху Brights.
Сайт рекомендує пріоритетні проекти і сприяє формуванню місцевих груп, відомих як Brights' Local Constituencies (BLCs). Такі групи є в Лондоні, Парижі, декількох містах Сполучених Штатів та Канади, а також інших місцях по всьому світу.
Тим не менше, всі члени Brights сприяють руху автономно. Жодна фізична або юридична особа, в тому числі директора «Мережі Brights» не можуть говорити за всіх Brights.

## Учасники
Незважаючи на визначення себе як Brights, багато учасники руху також визначають свої погляди як атеїстичні, гуманістичні, світські гуманістичні, свободомислені, об'єктивістські, раціоналістичні, натуралістичні, матеріалістичні, агностичні, скептичні, апатеїстичні, або навіть натуралістичні пантеїстичні і т. ін. У кожному разі, "рух не пов'язаний із яким-небудь певним переконанням". Одна з цілей Мережі Brights — включити в лексику термін, що узагальнює все наявне "співтовариство розуму". Таким чином, особи, які можуть заявити про свій натуралістичний світогляд, використовуючи термін Brights, можуть виходити за межі знайомої світської категорії доти, доки вони не мають теїстичних світоглядів . Серед зареєстрованих учасників значаться і деякі представники духовенства, такі як міністри пресвітеріанської церкви і професор церкви Історії, висвячений у сан священика.

## Відомі прихильники
1. Деніел Деннет
2. Річард Докінз
3. Стівен Пінкер
4. Джеймс Ренді
5. Шелдон лі Глешоу
6. Массімо Пільюччі

## Критика
Рух піддається критиці з боку деяких (як релігійних, так і не релігійних) організацій, які заперечують проти прийняття титулу "bright" (яскравий), оскільки вважають, що він дозволяє припустити, що люди з натуралістичним світоглядом розумніші ("яскравіші"), ніж не-натуралісти, такі, як філософські скептики або ідеалісти, які вірять у паранормальні явища, філософи теїзму або релігії. Наприклад, Комітет скептицизму опублікував статтю Кріса Муні під назвою "Не надто "яскраві"", в якій він заявив, що, хоча він згоден із рухом, Річард Докінз і Деніел Деннет у "кампанії з перейменування не-вірян в "яскравих" варто було би подумати двічі", через можливість невірного тлумачення терміна. Журналіст і відомий атеїст Крістофер Гітченс також знайшов його"марнославним".